# Армянская епархия Тифлиса
Тифлисская епархия Эчмиадзинского патриархата Армянской Апостольской церкви (арм. Հայ Առաքելական եկեղեցու Կիլիկիայի պատրիարքության Տաթևի թեմ) — упразднённая архиепископская епархия Армянской Апостольской церкви бывшая в составе Эчмиадзинского патриархата с центром в городе Тифлис (современный Тбилиси).
Территория упразднённой Тифлисской епархии сегодня входит в состав Грузинской епархии Армянской Апостольской церкви на территории Республики Грузия. А территория бывшей Кубанской области для армянских приходов входит в состав Епархии Юга России ААЦ.

## История
В юрисдикцию Тифлисской епархии входили территории Тифлисской губернии и Кубанской области Российской империи. По данным на 1911 год количество верующих Армянской Апостольской церкви — 150 000, общин — 133, а также верующих Армянской Католической церкви — 4000 и армян-протестантов — 1000.
Епархия имела 177 церквей.